# Bernhard Moritz Klingner
Bernhard Moritz Klingner (* 18. April 1943 in Lichtenwaldau (Landkreis Bunzlau)) ist ein deutscher Sonderpädagoge.

## Leben
Klingner wuchs nach der Flucht seiner Familie aus Schlesien in Münchberg/Oberfranken auf.
Nach einer Lehre zum Feinmechaniker an der Feintechnikschule in Schwenningen/Neckar (158–1961) arbeitete Klingner als Mechaniker bei verschiedenen Firmen im Schwarzwald und als Betriebselektriker in Paar/Südafrika (1961/1962). Ein Studium an der Ingenieurschule Furtwangen/Schwarzwald (1964–66) brach er ab. Nach einer Ausbildung zum Krankenpfleger bei der Bundeswehr absolvierte Klingner ein Studium zum Lehramt für Grund- und Hauptschule an der PH Weingarten (1968–1971) sowie ein Aufbaustudium der Sonderpädagogik mit Schwerpunkt Sprachheilpädagogik an der PH Reutlingen (1971–1973). Zwischen 1973 und 2003 arbeitete er an der Klinikschule der Kinder- und Jugendpsychiatrie der Universität Tübingen.
Klingner ist ein Enkel des Tibetologen August Hermann Francke und ein Neffe des Altphilologen Friedrich Klingner.

## Schaffen

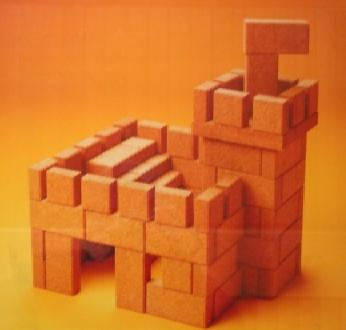
Burg aus Klingners Korkbauklötzen

Klingner ist geprägt von den jugendpsychiatrischen Ansätzen Reinhart Lempps und der neuropsychologischen Arbeit von dessen Mitarbeiter Johannes Graichen. Klingners Pädagogik setzt auf eine ‚Angebotsschule‘, bei der die Schüler aus einer großen, über Fächergrenzen hinausgehende Materialsammlung selbstständig Aufgaben aussuchen, die für ihre individuellen Lern- und Problemlösungsdefizite besondere Relevanz haben. Der Lehrer lässt den Schüler individuelle Aufmerksamkeit und aufrichtige Anerkennung zukommen. Am selben Tisch sitzend bietet er ebenso wie die Mitschüler laufend ein Vorbild für die Auseinandersetzung mit einem selbstgewählten Thema, für Problemlösung und Optimierung der eigenen Fähigkeiten.
Klingners Einfluss entfaltete sich weniger theoretisch als in der gelebten Praxis der Klinikschule. Wirkung auf eine große Zahl von angehenden Sonderschulpädagogen hatte er über Schulpraktika, Hospitationen und Fortbildungsveranstaltungen (seit 1991 auch in der sächsischen Lehrerfortbildung).
1977 entdeckte Klingner den Korkbauklotz als pädagogisches Spielmaterial, mit dem die konstruktiven Fähigkeiten des Kindes geschult werden bei gleichzeitiger Vermeidung aller Nachteile traditioneller Holzbauklötze (Verrutschen durch glatte Oberfläche, Gewicht, Scharfkantigkeit). Die von ihm vertriebenen „Klingners Korkbauklötze“ (Kantenmaß 12 × 6 × 3 cm bzw. 6 × 6 × 3 cm) haben sich im konstruktiven Spiel weit über das Kindergartenalter hinaus bewährt und sind seither mehrfach kopiert worden.

## Werke
- Aus der Arbeit der Klinikschule. Am Beispiel des Unterrichts bei Kindern mit Hyperkinetischem Syndrom. In: Reinmar Du Bois (Hrsg.): Praxis und Umfeld der Kinder- und Jugendpsychiatrie. Der Dialog mit Pädiatrie, Justiz, Sozial- und Verhaltenswissenschaften, Bern 1989, S. 68–76.

- Ich bin ein klein wild Vögelein und niemand kann mich zwingen! Schularbeit im klinischen Jugendheim Tübingen. In: Christoph Ertle, Wolfgang Neidhardt (Hrsg.): Unterricht mit Kindern in Not. Bad Heilbrunn 1994, S. 31–54.

- Spielen und Arbeiten mit Korkbauklötzen in Schule und Kindergarten. 4. Auflage. Jettenburg 1998.